# 卡利諾韋-博爾休瓦泰
48°37′6″N 38°29′41″E / 48.61833°N 38.49472°E
卡利諾韋-博爾休瓦泰（烏克蘭語：Калинове-Борщувате）是位於烏克蘭東部的村莊，由盧甘斯克州阿爾切夫斯克區的卡迪伊夫卡市鎮負責管轄。該村始建於1900年，面積1.5平方公里，海拔高度176米，2001年人口218，人口密度每平方公里145.7人。